# 博斯盖姆
博斯盖姆（法語：Boëseghem，法語發音：[bozɡɛm]）是法国上法蘭西大區北部省的一个市镇，属于敦刻尔克区。

## 地理
博斯盖姆（50°39'42"N, 2°26'15"E）面积7.08 平方千米，位于法国上法蘭西大區北部省，该省份为法国最北部的省份及最长的省份，西北濒北海，西接加来海峡省，南至埃纳省和索姆省，东与比利时接壤。
与博斯盖姆接壤的市镇（或旧市镇、城区）包括：斯滕贝克、蒂耶讷、维特、布拉兰盖姆、利斯河畔艾尔。
博斯盖姆的时区为UTC+01:00、UTC+02:00（夏令时）。

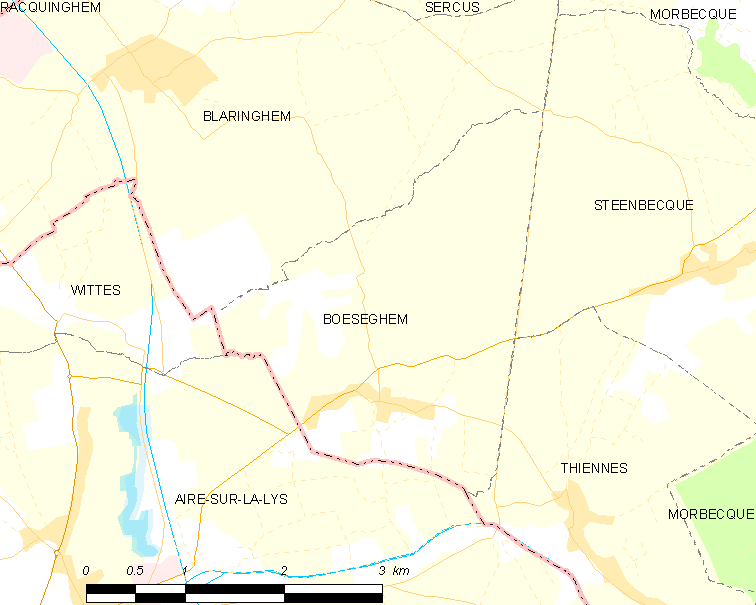
博斯盖姆的OSM定位图

## 行政
博斯盖姆的邮政编码为59189，INSEE市镇编码为59087。

## 政治
博斯盖姆所属的省级选区为阿兹布鲁克县。

## 人口

1962-2008年间博斯盖姆人口变化图示

博斯盖姆于2022年1月1日时的人口数量为738人。